# Mines d'antimoine de Meria
Les Mines d'antimoine de Meria, sur la commune de Meria, près de Morsiglia, sont l'un des trois sites miniers d'antimoine corse situés le long du Cap Corse, exploités principalement au XXe siècle et au début du siècle suivant.

## Histoire
Aux Mines d'antimoine de Meria, comme celle d'Ersa et à la Mine d'antimoine de Luri, la découverte d’antimoine date d'une période très ancienne. Les indices sont déjà indiqués dans le plan Terrier dès la fin du XVIIIe siècle, quand règne une ferveur pour la recherche et l’exploitation des minerais, dans toute la Corse. Meria a ainsi connu une extraction d'antimoine depuis 1793.
En 1855, des notables de Brando et un habitant de Morsiglia ont l’approbation de l’administration préfectorale pour vendre le minerai. En 1857, ils vendent 50 tonnes à Marseille. À la même époque un ouvrier mineur italien trouve un filon au lieu-dit Tufi-Bianchi. Le 10 mars 1858, d’autres demandeurs obtiennent la concession.
Les Mines d'antimoine de Meria et ses gisements de Vallone, San Martino, sont les plus grandes du Cap Corse. Elles ont permis d'extraire 5 600 tonnes en 1858 - 1864; 1878 - 1913. L’exploitation est régulière à San Martino jusqu'en 1869, ensuite on observera un ralentissement jusqu'en fin d’année 1877. 
Cette concession minière, constituée de deux gisements très importants, comporte de nombreux champs filoniens, distant, parfois de plusieurs kilomètres les uns des autres, occupe une superficie de 297 hectares. Elle fut instituée par le décret du 10 mars 1858, puis une modification fut accordée le 31 juillet 1888 d’une surface de 464 hectares.
En 1952, la « Société d'Études et de Recherches pour l'Antimoine », filiale de la Compagnie des mines de La Lucette, reprend la concession des Mines d'antimoine de Meria et envisage d'exploiter de nouveaux filons, aux lieux-dits Belle Fachieri, à Luri, et San Martino à Meria, commune qui a connu une extraction d'antimoine depuis 1793, intensifiée à partir de 1855, avec les filons de Fossato, San Martino et Vallone.
Les mines sont accessibles via la route D 35, qui part de la marine de Meria en direction de Morsiglia.